# La Torre d'en Doménec
La Torre d'en Doménec, en valencien et officiellement depuis le 27 juin 2008 (Torre Endoménech en castillan), est une commune d'Espagne de la province de Castellón dans la Communauté valencienne. Elle est située dans la comarque de Plana Alta et dans la zone à prédominance linguistique valencienne.

## Démographie

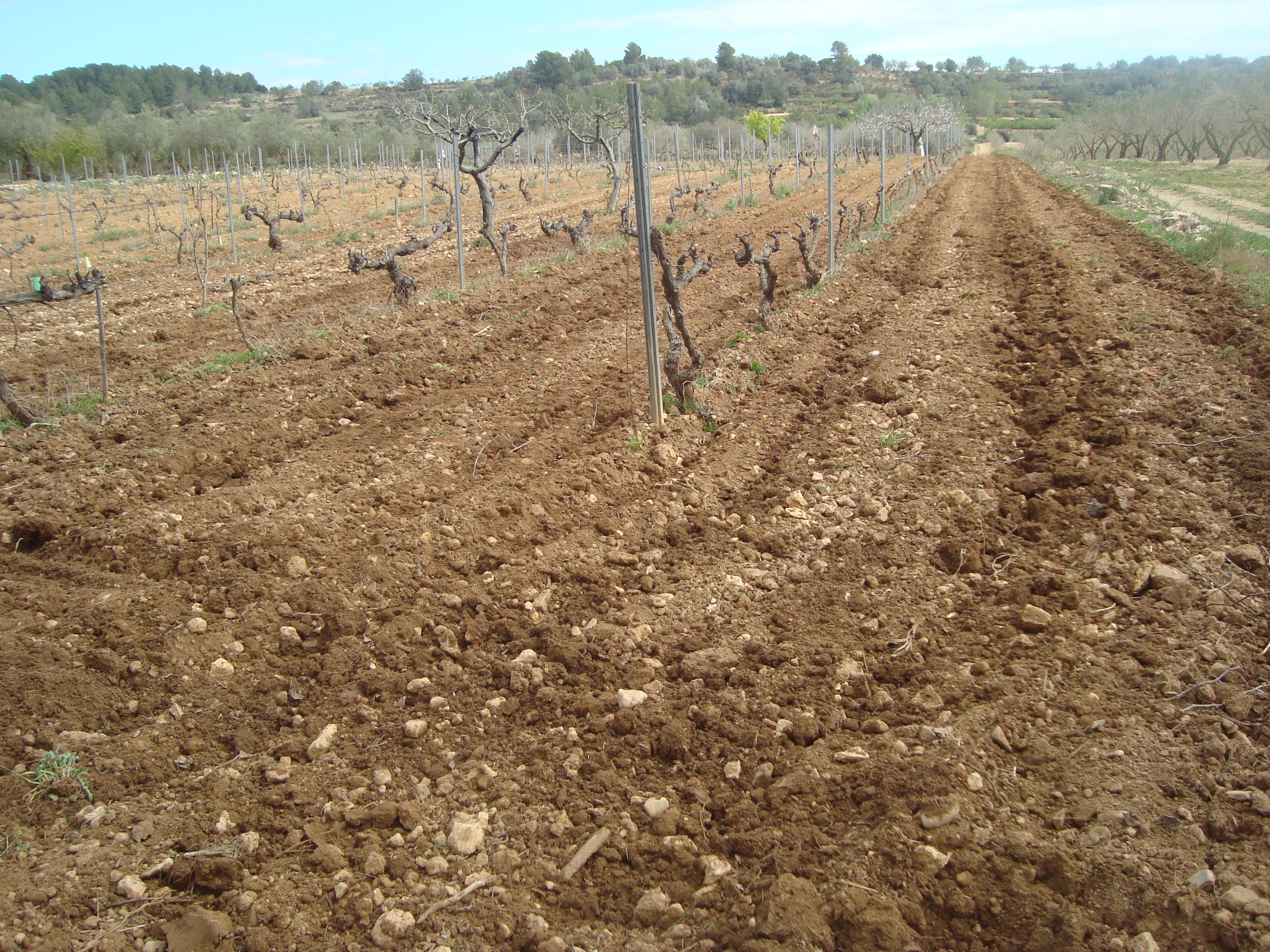
Vineyards, l'agriculture pluviale (La Torre d'en Doménec)

## Patrimoine

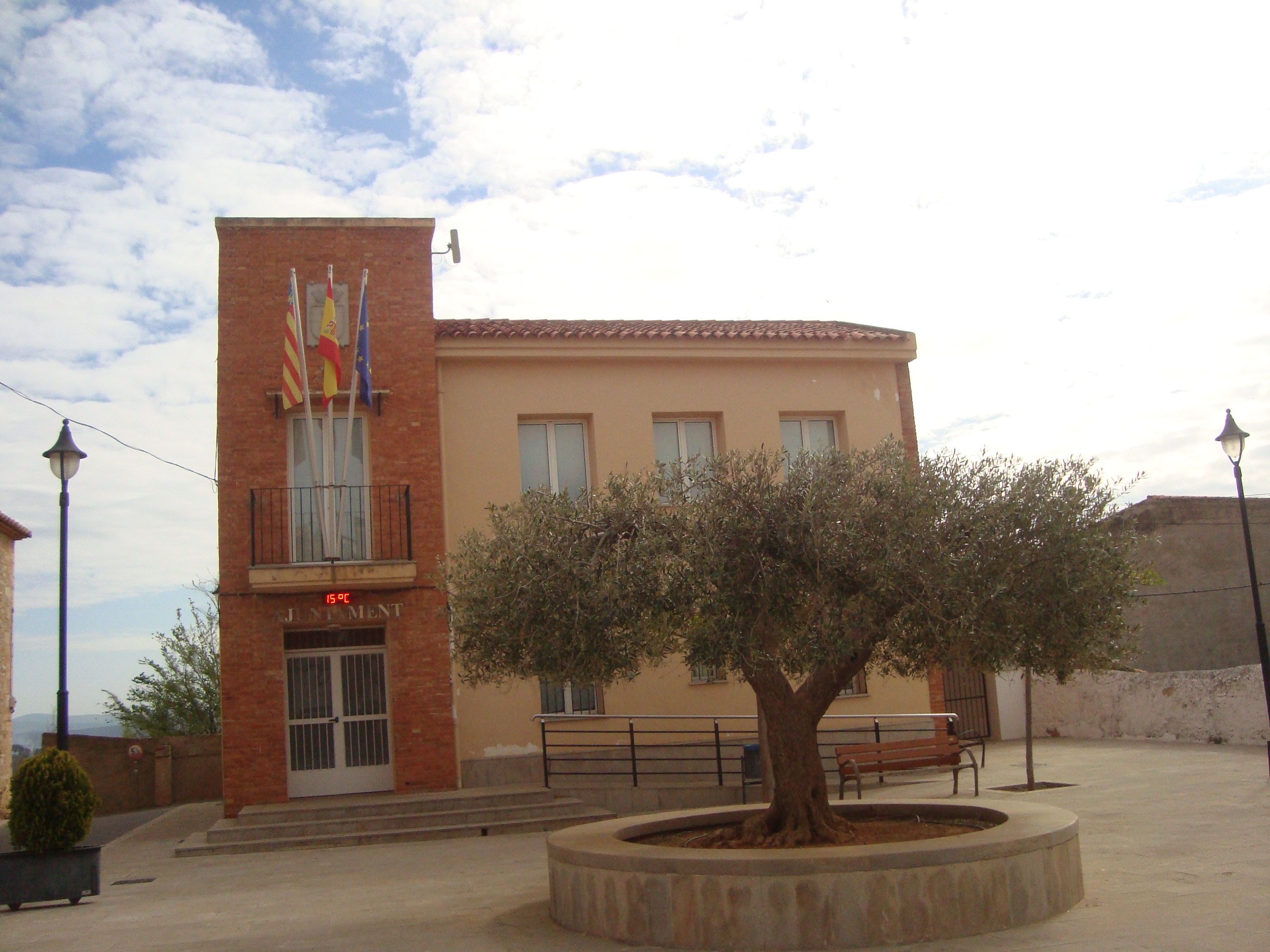
Mairie du La Torre d'en Doménec

### Lien externe

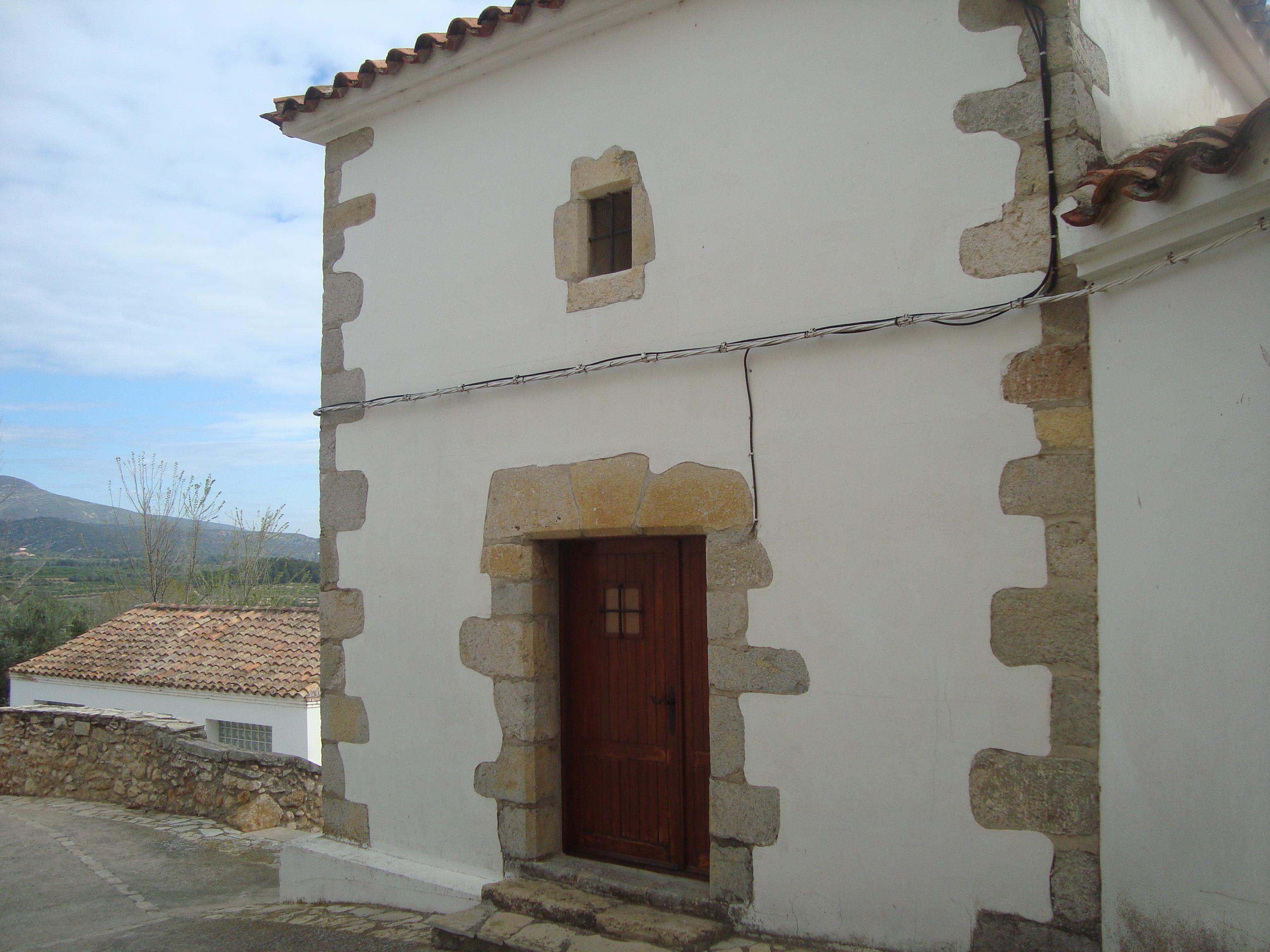
Ermitage de la Mare de Déu de la Font (la Torre d'en Doménec)

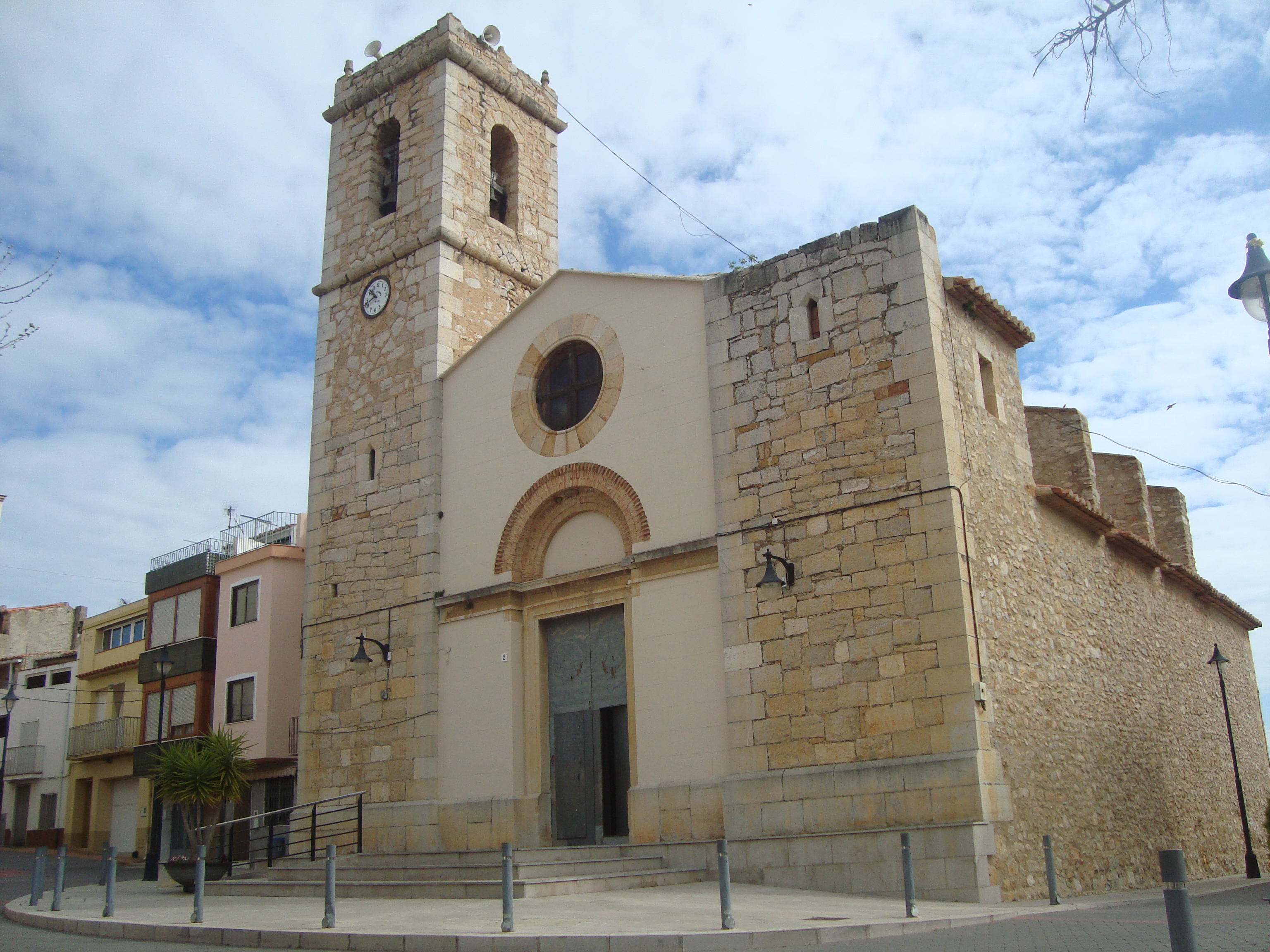
Église de Santa Quitèria (La Torre d'en Doménec)

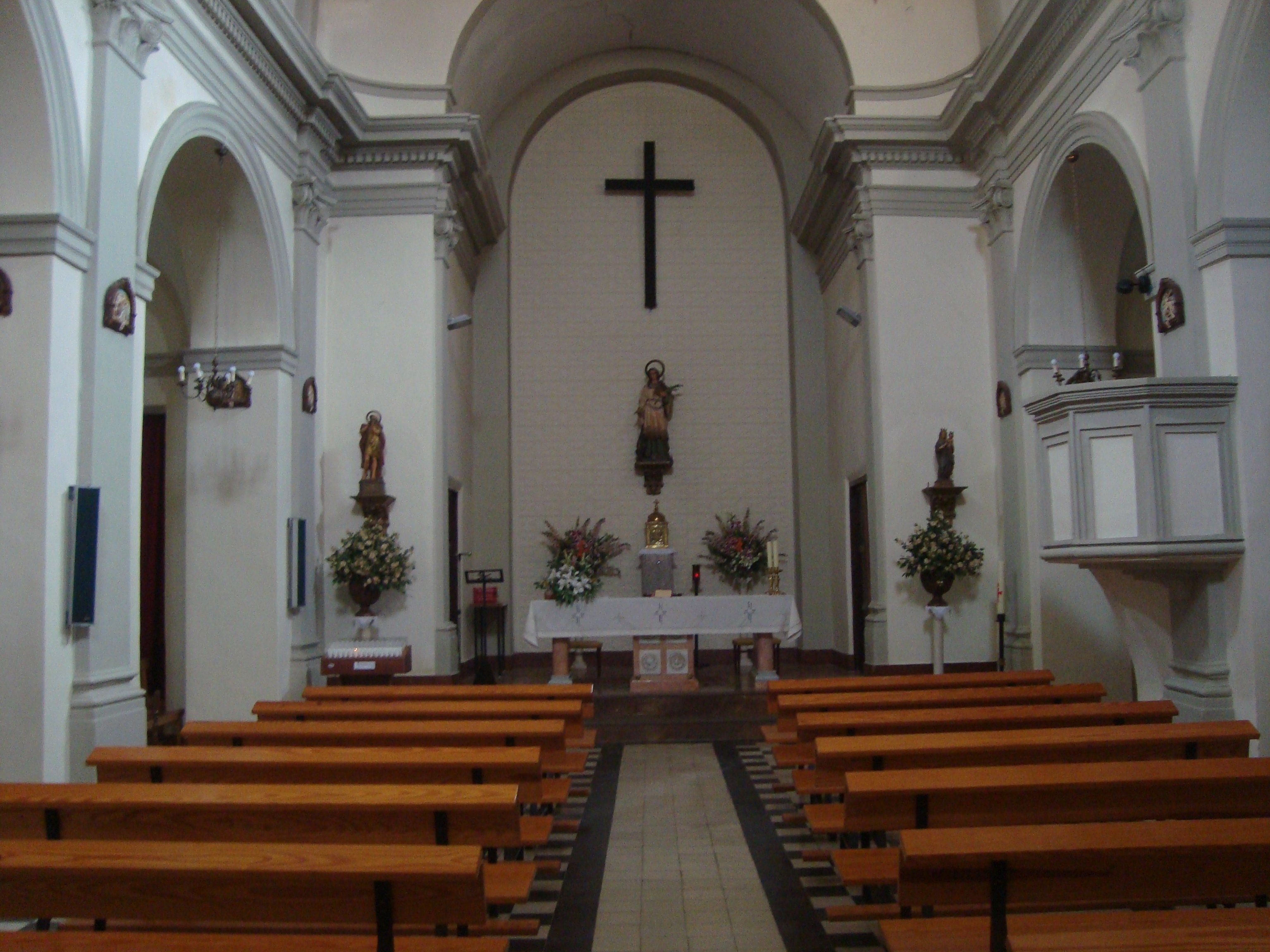
Église de Santa Quiteria (La Torre d'en Doménec)

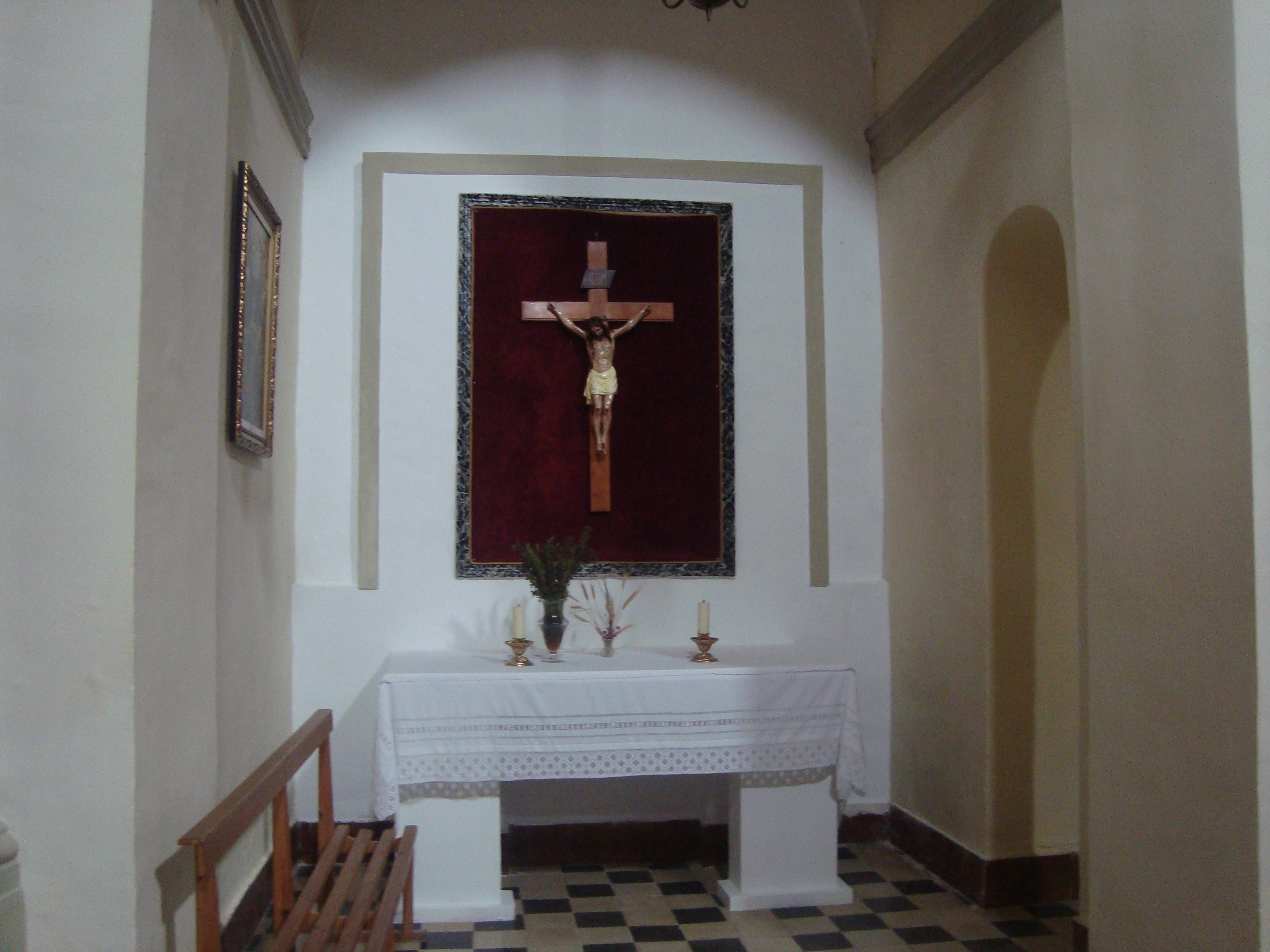
Capella lateral de l'Església de Santa Quitèria (La Torre d'en Doménec)

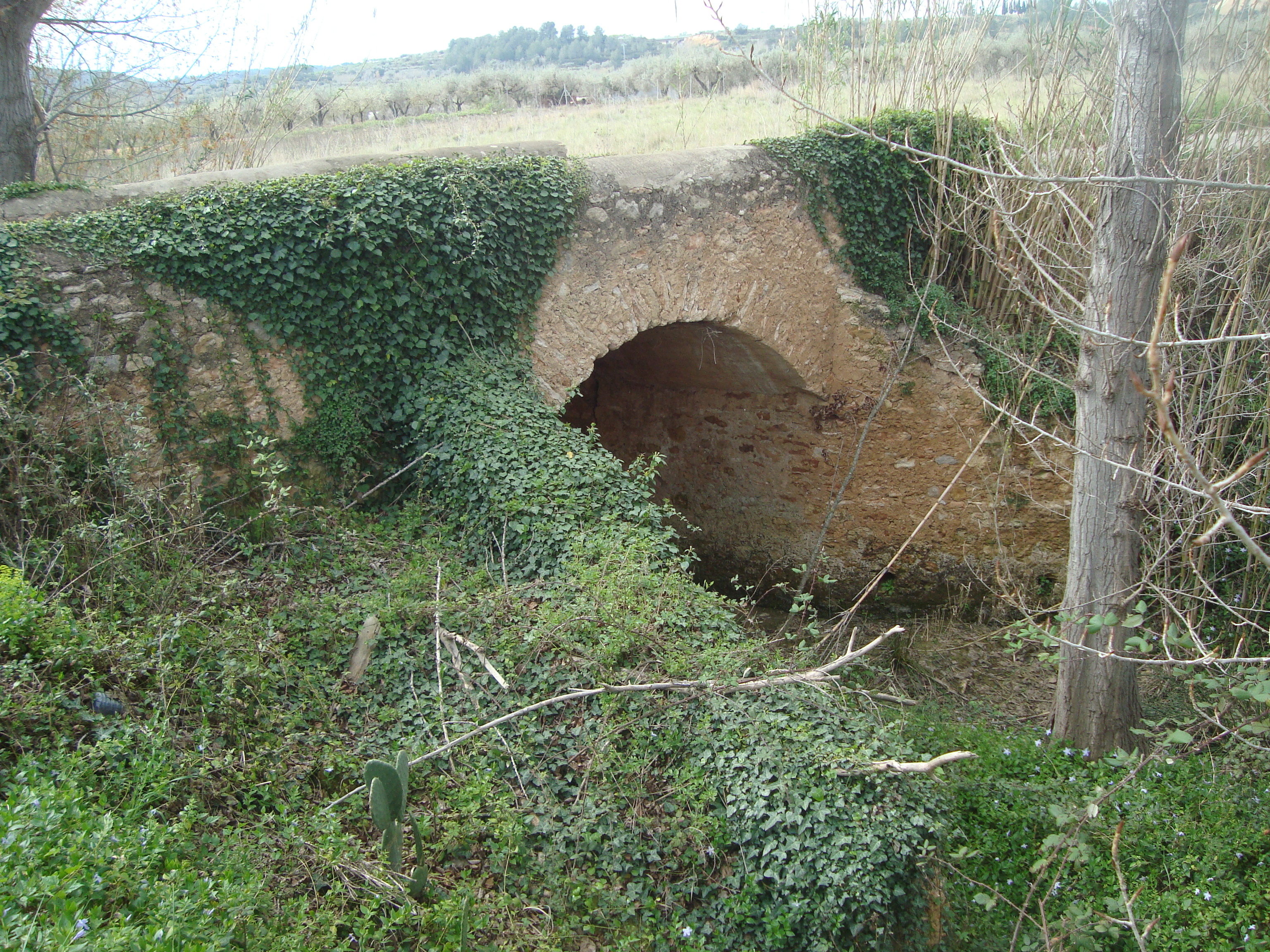
Pont del barranc de Tornés (La Torre d'en Doménec)

## Géographie

Localisation de La Torre d'en Doménec
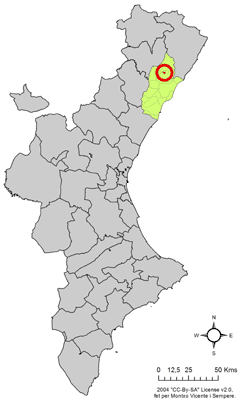
dans la Communauté valencienne.
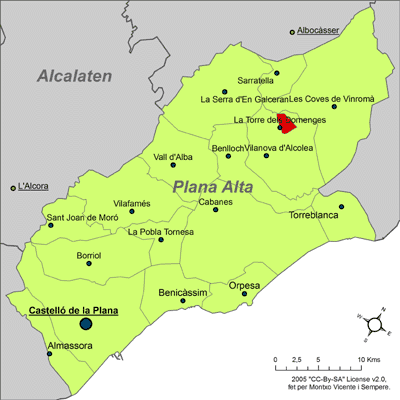
dans la comarque de Plana Alta.